# 佐久間健一
佐久間健一（さくま けんいち）は、ボディメイク専門のパーソナルトレーナー。

## 人物
大学までは陸上部に所属をして国体出場を目指していた。しかし体重が直接影響する競技だった事もあって、無理な減量で摂食障害になってしまい、陸上選手としては活動できなくなり、学生時代より選手たちのサポートを目指してトレーナーの道に進む。
23歳の時、所属先の大手スポーツクラブで、月間指導数1位を獲得後、東京都港区青山に女性専門のパーソナルトレーニングスタジオを開設。その後自身のプロデュースした「CharmBody（チャームボディ）」を、銀座・名古屋・福井にも展開し年間4000件を超えるボディメイクを実施。
芸能・モデル事務所との提携。ファッションなどに合わせたボディメイクや役作りをサポートし、ファッション雑誌やテレビ、ラジオ出演など行い積極的にボディメイク法の普及に努めている。また2016ミスユニバース東京/愛知大会のボディメイク講師を経て、日本大会の講師を務める。
フジテレビの情報番組「バイキング」では、ブラックマヨネーズの小杉竜一のボディデザイナーを担当し、三ヶ月でマイナス13.5kgのダイエットに成功させた。その時のトレーニング法が1分間ボディメイクエクササイズ計22種類。
モデル体型ボディメイクトレーニングの普及の為、一般社団法人日本モデルボディメイク協会を設立し、モデルボディメイクの指導者の育成や認定を行い数多くのパーソナルトレーナーを世に送り出している。2016年1月にはアメリカのロサンゼルスにもスタジオを開設。日本で生まれたモデルボディメイクを海外にも広める活動をスタートさせた。

## 著書
- 1日1分乗るだけ！「ラクやせパッド」（講談社、2016年1月29日、ISBN 978-4062998376、佐久間健一著）
- モデルが秘密にしたがる体幹リセットダイエット（サンマーク出版、2017年5月10日初版発行、ISBN978-4-7631-3621-3 C2075、著者佐久間健一）

## メディア監修

### TV
- 日本テレビ放送網 「解決！ナイナイアンサー」ダイエット企画監修
- フジテレビジョン　バイキング「ブラックマヨネーズ小杉さん -15.3kg! 1日1分簡単ボディメイク方法!」
- テレビ東京　なないろ日和「〜お腹、二の腕ハミ肉解消! 1分エクササイズ〜 」
- 日本テレビ　女神のマルシェ　「夏痩せ!お腹痩せ」

### 雑誌
- MAQUIA11月号 2015.09.23 創刊11周年記念特大号！成功する！噂のダイエット100問100答「運動編」監修
- FYTTE　2015.11月号急なお誘いも安心!「脂肪を味方につけてメリハリボディ」監修
- やせる！ポップティーン2015.6.7発売号急なお誘いも安心！パーツ別凹ませ！30秒エクササイズ監修
- saita　2015.6.7発売号「1日1分!歩くだけ!」2週間モデル脚ボディメイク監修

その他　mina ar GLITTER CLASSY Soup JJ anan

### WEBメディア
- 資生堂Beauty & Co.
- マイナビニュース